# 游飛
游飛（1891年12月23日—1956年1月13日），福建省福州市人，中國共產黨黨員，台灣省鐵路局專門委員，戰後來台參與中共中央社會部台灣工作站活動判刑十年，1956年涉入綠島獄中組織案，1956年1月13日槍決於台北馬場町刑場。

## 生平
游飛，1891年12月23日生於福建省福州府，保定軍校肄業，北平高等法文學院畢業，平漢鐵路車務見習所畢業，曾擔任鄭州洛陽商邱車務段長、株州柳州車站司令。
1948年中共中央社會部部長李克農先後派遣朱芳春(化名非)、蕭明華及周一栗等多名特工赴台發展組織。由非領導，並由蘇藝林負責軍事情蒐，非透過關係進入國語日報社任副總編輯，非在國語日報社與馬學樅銜接工作後，於1949年3月至6月間在臺灣省政府社會處主辦之社會科學研究會附設「實用心理學補習班」講課，吸收學員陳平、熙、鄭臣嚴、王隆煜、李學驊、孫清河等人陸續加入「新民主主義青年團中央黨部」，1949年10月非回台後，將組織名稱改為中共中央社會部台灣工作站 。
李學驊是游飛的外甥，曾數度連繫游飛參加組織，並遊說其爭取中央官員，如游飛同鄉吳石中將、或前台北市長游彌堅進行說服工作。
1950年2月因非大陸身分被偵破，情治單位在非 住處逮捕蕭明華，組織相關人等陸續落網，孫清河、路齊書等被策反轉汙點證人，同時保密局在獄中安插幹員扮成人犯，在偽裝的裝審訊期間與幹員傳遞情報及書寫證詞，許多組織成員被供出並造成案情擴大，李學驊在獄中供出將游飛鐵路防空相關情報、哨所分佈圖騰抄給交通員安學林送回天津。游飛以身為高級公務人員卻盲從浮言，參加叛亂組織之罪嫌遭判刑十年。
游飛在綠島新生訓導處服刑期間，意外涉入綠島獄中組織案，由於韓戰爆發，綠島新生訓導處發起「一人一事良心救國運動」遭到柔性抵制，日後訓導處發起抄房清算，意外抄出許多反政府與馬列思想的筆記，抄寫唯物辯證法、鋼鐵如何練成的、中共鬥爭史等多本筆記，甚至在押房牆上書寫「唯有共產黨才是救國救民救濟全世界的光」，遭指為叛亂行為，游飛被發現隨身攜帶「一致認為軍官及走狗為我們的敵人」、「注意狗的行動」等字條，被軍事檢察官起訴以感化教育。不料，案件往上呈報後被要求從嚴審理，竟演變成意圖顛覆國家並著手實行。游飛於1955年11月8日被判處死刑，1956年1月13日槍決於台北馬場町刑場。

## 紀念
由於兩岸分隔多年，隨著政治氣氛改變，台灣開始轉型正義，中共國家安全部也透過陸續公開的資訊找到許多在台潛伏的特工。2013年10月北京西山國家森林公園的無名英雄廣場上立有無名英雄紀念碑，為紀念來台灣在1950年代被處決「隱避戰線烈士」而設立，游飛銘刻於紀念碑上，為中共國家安全部追認之中華人民共和國烈士。